# Belva
Belva è un singolo del cantautore italiano Gazzelle, pubblicato il 29 gennaio 2021 come quarto estratto dal terzo album in studio OK.

## Video musicale
Il videoclip, diretto da BENDO, è stato pubblicato in concomitanza del lancio del singolo sul canale YouTube del cantautore. Il video vede la partecipazione degli attori Rocco Fasano e Daphne Morelli.

## Tracce
Testi e musiche di Flavio Bruno Pardini.
1. Belva – 3:00

## Classifiche
| Classifica (2021) | Posizione massima |
| ----------------- | ----------------- |
| Italia            | 8                 |